# Субботин, Пётр Семёнович
Пётр Семёнович Субботин (1843, Рыбинск, Ярославская губерния — 5 сентября 1899, Самара) — купец, меценат, городской голова Самары с 23 марта 1883 по 11 декабря 1884 г.г.

## Биография
П. С. Субботин родился в Рыбинске в 1843 году. Его отцом был Семён Устинович Субботин, рыбинский купец, входивший в состав биржевого комитета Рыбинска, а матерью — Екатерина Васильевна. Перемещение бизнеса Субботиных в Самару началось в 1864 году.
Сначала Пётр Семёнович считался корчевским купцом, позже стал самарским купцом и в августе 1866 года определён в 1-ю гильдию. Основой его богатства являлись производство и перевозка хлеба. Поэтому Субботин стал крупным землевладельцем (он имел свыше 20 тысяч десятин земли в Самарской губернии). Но мало было вырастить и собрать хлеб, его надо было быстро и качественно смолоть.
Поэтому Пётр Семёнович с 1872 года владел первой в Самаре крупчатой мельницей, построенной в 1860 году и перерабатывавшей 18 тысяч пудов зерна в сутки; в 1878 году стал совладельцем второй; и с 1884 года — владельцем третьей мельницы.
Даже женитьба Петра Семёновича носила «хлебный деловой» характер — его избранницей стала дочь крупного самарского хлеботорговца В. И. Константинова, Екатерина Васильевна. Брак оказался не очень счастливым, детей у Субботиных не было.
Упоминавшийся ещё в 1878 году потомственным почётным гражданином Самары, П. С. Субботин был крупным самарским предпринимателем. Субботин никогда не останавливался на достигнутом и, как мог, расширял границы своего бизнеса. Так, в конце сентября 1880 года он помог деньгами только что приехавшему в Самару австрийскому предпринимателю Альфреду фон Вакано, который, затратив на постройки 100 тысяч рублей, видимо, превысил свои возможности и был вынужден искать компаньона, благодаря помощи Субботина создал «Товарищество Жигулёвского пивоваренного завода в г. Самаре». В 1889 году Пётр Семёнович входил в Товарищество паровой мельницы в Самаре.
Огромное количество производимого хлеба создавало необходимость в средствах его перевозки. Из-за этого П. С. Субботин был вынужден заняться пароходным делом и в 1868—1887 годы являлся крупным судовладельцем: в 1885 году, например, он владел пятью буксирными пароходами «Петя», «Цибишев», «Субботин», «Коля» и «Сотрудник». Для того чтобы дешевле ремонтировать и расширять свой флот, Пётр Семёнович с 1882 по 1885 год был участником «Товарищества механического завода бывшего Бенке и К0 в Самаре».
Имея высокий доход, Пётр Семёнович был щедрым меценатом. Он содержал хор в архиерейском соборе. А одному из наиболее способных учеников хора И. В. Липаеву дал денег на дорогу и учёбу в Московской консерватории. Впоследствии Липаев стал известным дирижёром, профессором, заслуженным артистом РСФСР.